# Ooigem
Ooigem is een dorp in de Belgische provincie West-Vlaanderen en een deelgemeente van Wielsbeke. Het was een zelfstandige gemeente tot aan de gemeentelijke herindeling van 1977. Ooigem ligt een paar kilometer ten zuidwesten van Wielsbeke-centrum, langs de linkeroever van de Leie tegenover Desselgem op de rechteroever.

## Geschiedenis
In 1981 brachten opgravingen Romeinse overblijfselen, zoals dakpannen, aan het licht. In 1037-1038 werd Ooigem voor het eerst vermeld als Otingehem. Het is de samenvoeging van een persoonsnaam en de -heem uitgang.
In 1080 kwam voor het eerst de plaatsnaam voor bij ene Lambertus de Odenghem, vermoedelijk de eerste heer van Ooigem. Een kerk in Ooigem werd voor het eerst vermeld in 1111. Voordien waren de gelovigen afhankelijk van de parochie van Harelbeke. Omstreeks 1155 kwam het patronaatsrecht aan de Sint-Pietersabdij te Gent.
Pas in het eerste kwart van de 13e eeuw werd het oorspronkelijke houten kerkje door een stenen gebouw vervangen. Het betrof een driebeukige kerk in vroeggotische stijl met middentoren, maar zonder transept.
Ooigem was een vrije heerlijkheid die omstreeks 1260 in bezit kwam van de heren van Luxemburg, welke in de 13e eeuw een kasteel lieten bouwen. In 1510 werd de heerlijkheid verkocht aan de familie le Gros.
Tijdens de godsdiensttwisten werd niet enkel de kerk, maar ook het kasteel geplunderd, zoals in 1576. In 1583 werd het plunderen vergezeld van hongersnood en een pestepidemie.
Op het einde van de 17e eeuw vonden opnieuw oorlogshandelingen plaats; vooral Franse, maar ook Spaanse, troepen zorgden voor overlast.
Van 1840-1844 werden kanaliseringswerkzaamheden aan de Leie uitgevoerd en 1867-1871 werd het Kanaal Roeselare-Leie aangelegd. In 1872 kwam er een brug over de Leie, waar voordien een veerpont aanwezig was.
De reeds aanwezige vlasnijverheid kwam in de tweede helft van de 19e eeuw tot bloei toen het vlasroten in de Leie werd toegestaan. In 1869 werd de eerste vlasfabriek gesticht. Ook werden in de 19e eeuw enkele kalkovens opgericht. In de 20e eeuw werd geleidelijk op warmwaterroten in fabrieken overgegaan, en in 1943 werd het roten in de Leie verboden.
Omstreeks 1910 vestigden zich de Benedictinessen van het Heilig Sacrament te Ooigem. Zij waren afkomstig van Boulogne-sur-Mer en werden verdreven door de Franse seculariseringspolitiek. Zij richtten een opvoedingsgesticht en een pensionaat voor meisjes op. In 1961 verlieten zij het klooster weer en vertrokken naar Rumbeke.
Tijdens de Eerste Wereldoorlog ondervond het dorp schade door beschietingen. In 1918 werd de Leiebrug door de zich terugtrekkende bezetters opgeblazen. In 1940 had het dorp te lijden door de Leieslag.

## Demografische ontwikkeling
- Bronnen:NIS, Opm:1831 tot en met 1970=volkstellingen; 1976 = inwoneraantal op 31 december

## Bezienswaardigheden

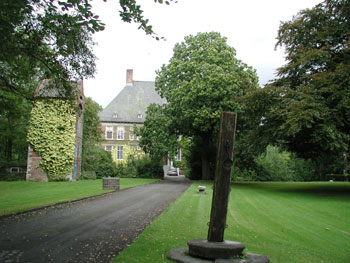
Kasteel van Ooigem

- De Sint-Brixiuskerk. De oudste delen gaan terug tot 1200-1225 en zijn romaans, maar met een vroeggotische spitsboog. De viering en de westgevel van de middenbeuk zijn sinds 1942 beschermd. Het meubilair dateert hoofdzakelijk uit 18de en 19de eeuw. De kerk bezit een gesculpteerde kansel uit 1720. De kruisweg uit 1911 is een voorbeeld van neogotiek.
- Het 18de-eeuwse kasteel van Ooigem, gelegen aan de Desselgemsestraat. De grondvesten gaan terug tot de 13de eeuw. Het kasteel en zijn duiventil zijn beschermd als monument sinds 1951. Het kasteelpark- en vijver zijn als landschap beschermd. Er staat een schandpaal of pelderijn die wijst op de functie van het kasteel als vierschaar. Het kasteel is nu privébezit.
- De drietrapssluis op het kanaal Roeselare-Leie.

## Natuur en landschap
Ooigem ligt in Zandlemig Vlaanderen en in de vallei van de Leie. De hoogte bedraagt 10-22 meter. Ten noorden van Ooigem mondt het Kanaal Roeselare-Leie uit in de Leie. De twee oude Leie-armen, respectievelijk achter het kasteel en op de grens met Bavikhove, zijn getuigen van de meanderende Leie zoals die tot in 1974 bestond. Het Ooigembos is een belangrijk natuurgebied.

## Geboren
- Robert de Lens de Meulebeke (1738-1818), Zuid-Nederlands edelman
- Petrus De Brabandere (1828-1895), 21ste bisschop van het bisdom Brugge
- Aloys Desmet (1867-1917), componist
- René Vandekerckhove (1883-1968), onderwijzer en componist
- Morice Vanoverbergh (1885-1982), missionaris, taalkundige en antropoloog
- Jozef Devroe (1905-1976), volksvertegenwoordiger voor het VNV en oorlogsburgemeester van Brugge
- Sander Coopman (1995), voetballer

## Politiek
Ooigem was een zelfstandige gemeente tot aan de gemeentelijke herindeling in 1977. Sindsdien maakt het dorp samen met Sint-Baafs-Vijve deel uit van de fusiegemeente Wielsbeke. Tot de fusie had Ooigem haar eigen gemeentebestuur en burgemeester. Bestuurders waren:
Als agent municipal:
- 0000-1800: Frans Iserbyt

Als burgemeester:
- 1800-1804: Joseph Veys
- 1804-1813: Frans Iserbyt
- 1813-1820: Pieter Verhaeghe
- 1820-1830: Judocus Vanhoutte
- 1830-1844: Pieter Verhaeghe
- 1844-1846: Ivo Iserbyt (ad interim)
- 1846-1854: Constantin Verhaeghe
- 1855-1900: Bernard Verhaeghe
- 1900-1921: Camiel Walcarius
- 1921-1930: Zeno Vanden Avenne
- 1930-1948: Jules Walcarius
- 1948-1958: Jozef Maertens
- 1959-1976: Georges Vanden Avenne

## Sluis

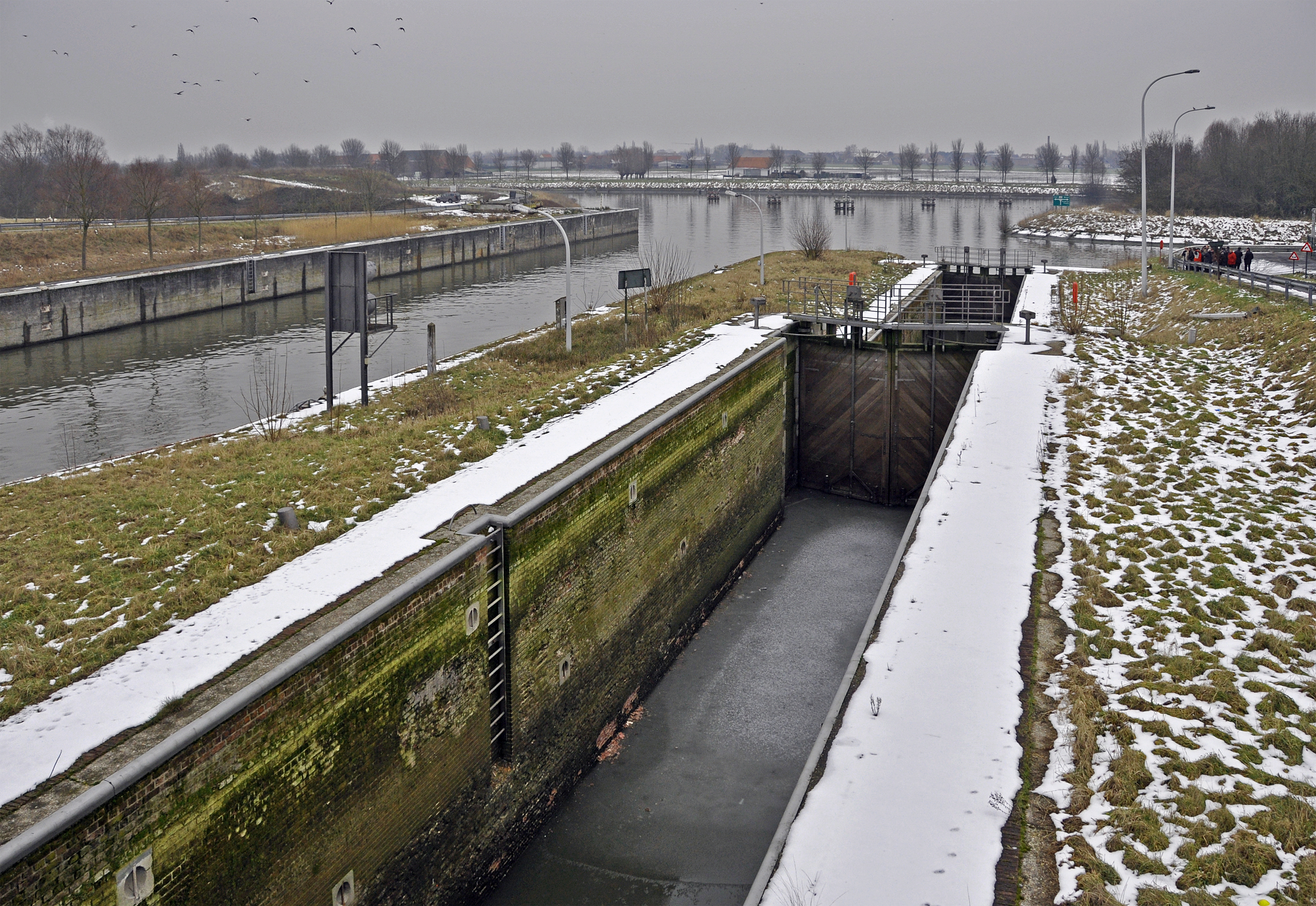
De historische drietrapssluis uit 1872, nu als monument beschermd

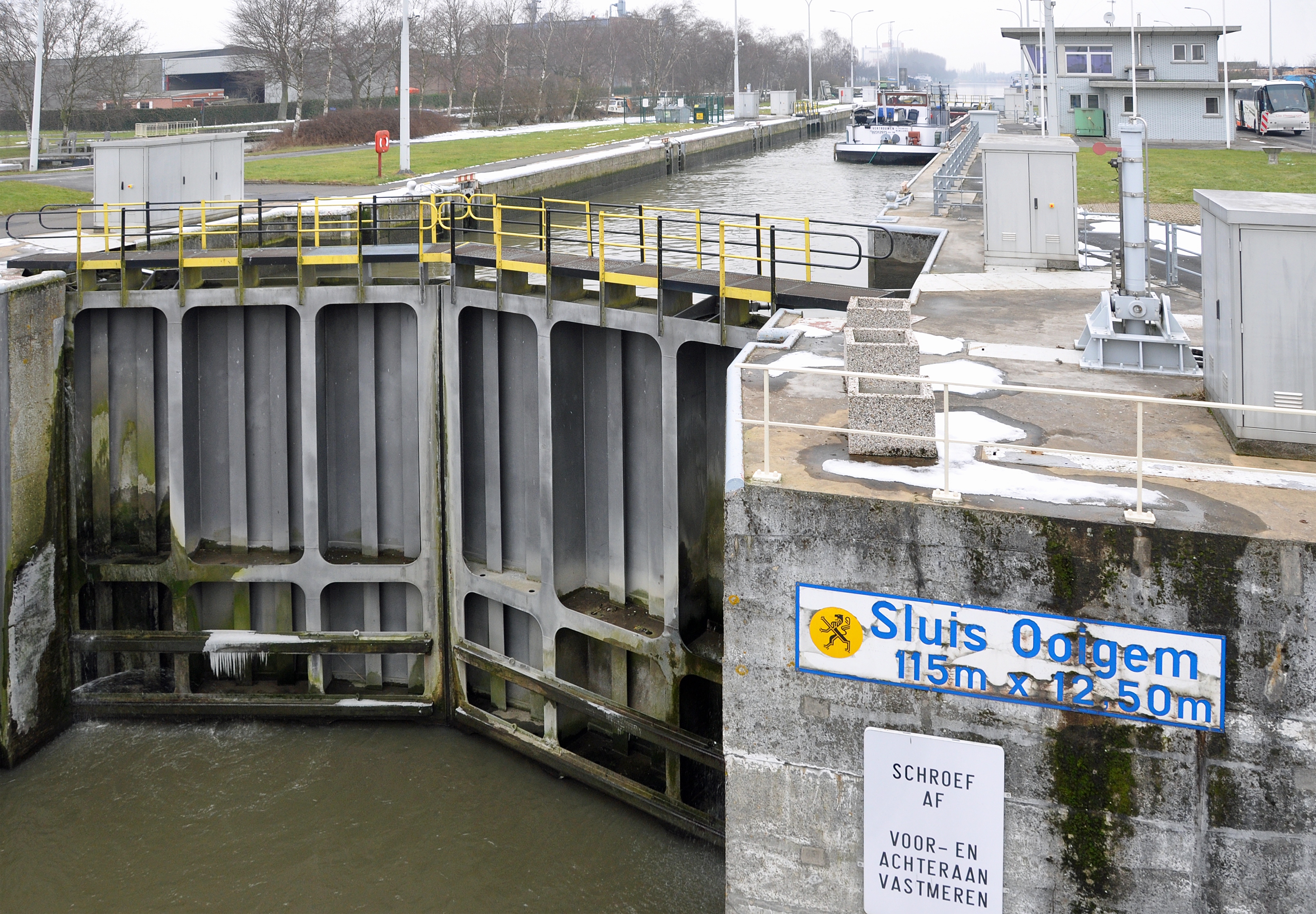
De nieuwe sluis uit 1973

De sluis van Ooigem is een van de grootste sluizen in de Leiestreek en wordt dagelijks gebruikt voor de economische activiteit op het kanaal Roeselare-Leie. Hij werd in dienst genomen in 1973, ter vervanging van de oorspronkelijke drietrapssluis die gebouwd werd bij de aanleg van het kanaal in de 19e eeuw. Deze historische sluis uit 1872, die ondertussen als monument beschermd is, werd in het kader van het Europees project 'Canal Link' gerestaureerd ten behoeve van de pleziervaart. Op die manier kunnen de plezierbootjes toch het kanaal op en af op tijdstippen dat de grote sluis dicht is.

## Nabijgelegen kernen
Bavikhove, Desselgem, Wielsbeke, Oostrozebeke